# Poe: More Tales of Mystery and Imagination
Poe: More Tales of Mystery and Imagination è un album di Eric Woolfson dedicato ad Edgar Allan Poe, pubblicato nel 2003.
L'album può essere considerato un seguito ideale di Tales of Mystery and Imagination - Edgar Allan Poe, primo album del gruppo progressive rock fondato da Alan Parsons e dallo stesso Woolfson The Alan Parsons Project.

## Tracce
1. Angel Of The Odd
2. Wings Of Eagles
3. Train To Freedom
4. Somewhere In The Audience
5. The Bell
6. The Pit and the Pendulum: Part I
7. The Pit and the Pendulum: Part II
8. The Pit and the Pendulum: Part III
9. Murders In The Rue Morgue
10. Tiny Star
11. Goodbye To All That
12. Immortal

## Formazione
- Eric Woolfson: tastiera, voce
- Steve Balsamo: voce
- Fred Johanson: voce
- John Parricelli: chitarra
- Simon Chamberlain: tastiera
- Haydn Bendall: sequencing
- Austin Ince: sequencing
- Ralph Salmins: batteria, percussioni
- Martin Ditcham: percussioni
- Ian Thomas batteria
- Dermot Crehan: irish fiddle
- The Brighton Festival Chorus & The Metro Voices: Coro